# Zimming
Zimming – miejscowość i gmina we Francji, w regionie Grand Est, w departamencie Mozela.
Według danych na rok 1990 gminę zamieszkiwało 658 osób, a gęstość zaludnienia wynosiła 84 osób/km² (wśród 2335 gmin Lotaryngii Zimming plasuje się na 507. miejscu pod względem liczby ludności, natomiast pod względem powierzchni na miejscu 760.).